# Lichtenau (Badenia-Wirtembergia)
Lichtenau – miasto w Niemczech, w kraju związkowym Badenia-Wirtembergia, w rejencji Karlsruhe, w regionie Mittlerer Oberrhein, w powiecie Rastatt, wchodzi w skład związku gmin Rheinmünster-Lichtenau. Leży ok. 20 km na południowy zachód od Rastatt, ok. 3 km na wschód od granicy z Francją, nad Renem, przy drodze krajowej B36.